# Protocolo de Londres (1852)

Partes da Península da Jutlândia- Ilha da Jutlândia do Norte (dinamarquês)
- Norte da Jutlândia (dinamarquês)
- Northern Schleswig (dinamarquês até 1864; alemão de 1864 até 1920; dinamarquês desde 1920)
- Southern Schleswig (dinamarquês até 1864; alemão desde 1864)
- Holstein

Em 8 de maio de 1852, após a Primeira Guerra de Schleswig, foi assinado um acordo chamado Protocolo de Londres. Este tratado internacional foi a revisão de um protocolo anterior, que havia sido ratificado em 2 de agosto de 1850, pelas principais potências alemãs da Áustria e da Prússia. O segundo Protocolo de Londres foi reconhecido pelas cinco maiores potências européias – Áustria, França, Prússia, Rússia e Reino Unido – bem como pelas potências do Mar Báltico da Dinamarca e Suécia.
O Protocolo afirmou a integridade da federação dinamarquesa como uma "necessidade europeia e um princípio permanente". Assim, os ducados de Schleswig (um feudo dinamarquês) e de Holstein e Lauenburg (feudos alemães) foram unidos por união pessoal com o Reino da Dinamarca. No entanto, Frederico VII da Dinamarca não tinha filhos, então uma mudança na dinastia era iminente e as linhas de sucessão dos ducados e da Dinamarca divergiram. Isso significava que, contrariamente ao Protocolo, o novo Rei da Dinamarca não seria também o novo Duque de Holstein e Duque de Lauemburgo. Assim, para este fim, a linha de sucessão aos ducados foi modificada.
As principais potências queriam principalmente garantir, garantindo a integridade territorial da Dinamarca, que o porto estrategicamente significativo de Kiel não caísse nas mãos dos prussianos. Onze anos depois, este tratado tornou-se o gatilho para a guerra germano-dinamarquesa de 1864. A Prússia e a Áustria declararam que a Dinamarca havia violado o Protocolo ao introduzir a Constituição de novembro, que Cristiano IX da Dinamarca assinou em 18 de novembro de 1863.